# Kozarska Dubica
Kozarska Dubica (bis 1992 Bosanska Dubica) ist eine Stadt im Nordwesten von Bosnien und Herzegowina. Die Fläche der gleichnamigen Großgemeinde umfasst 499 km² mit etwa 23.000 Einwohnern. Der heutige Namensbestandteil Kozarska orientiert sich an der geografischen Nähe zum Kozara-Gebirge.

## Geografie
Kozarska Dubica liegt 70 km nordwestlich von Banja Luka am Fluss Una. Die Gemeinde grenzt im Norden an die Republik Kroatien, im Osten an die Gemeinde Gradiška, im Westen an Kostajnica und im Süden an Prijedor. Eine derzeit nur für den kleinen Grenzverkehr geöffnete Grenzübergangsbrücke verbindet die Stadt mit ihrer kroatischen Zwillingsgemeinde Hrvatska Dubica.

## Geschichte

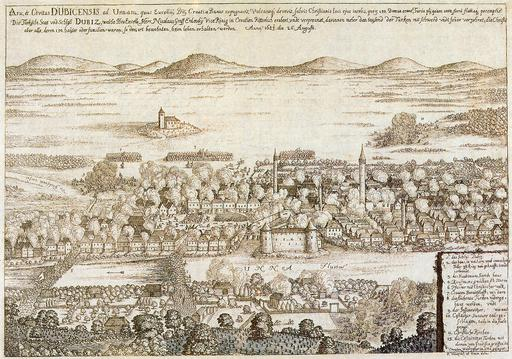
Eine alte Zeichnung von Dubica

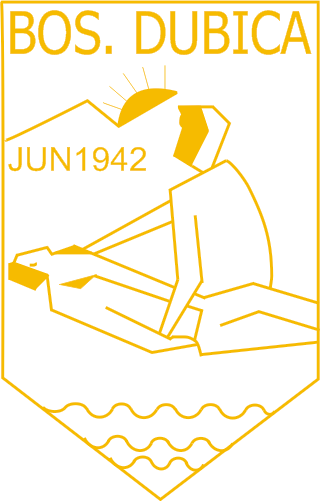
Ehemaliges Stadtwappen (bis 1993)

Dubica wurde um 930 gegründet. Die erste urkundliche Erwähnung stammt aus dem Jahr 1197. Damals war Dubica Teil des mittelalterlichen Bosniens. Unter osmanische Besetzung fiel die Stadt 1538. Auf Grund der Grenzlage zwischen dem osmanischen Reich und der Habsburgermonarchie war die Region der Ort zahlreicher kriegerischer Auseinandersetzungen. Besonders im österreichisch-türkischen Krieg von 1787 bis 1791 fanden im Gebiet von Dubica entscheidende Schlachten statt, so wurde etwa am 9. August 1788 ein türkisches Heerlager durch kaiserliche Truppen erobert und in weiterer Folge am 26. August 1788 die Festung Dubiza erobert.
Auch während des Zweiten Weltkriegs war die Region Dubica heftig umkämpft. Im Sommer 1942 kam es zu einem Entscheidungskampf zwischen den faschistischen deutschen und kroatischen Truppen und den Partisanen. Das ehemalige Wappen der Stadt zeigt eine Szene aus dieser Schlacht im Kozara-Gebirge.  In Donja Gradina, heute Ortsteil der Gemeinde, befand sich ein Teil des von den Ustascha betriebenen KZ Jasenovac, an das heute ein Denkmal erinnert.
Im Bosnienkrieg von 1992 bis 1995 wurden zunächst bosniakische und kroatische Einwohner vertrieben und Moscheen sowie die katholische Kirche zerstört. In viele der verlassenen Häuser zogen aus Kroatien vertriebene Serben ein. Am 18. und 19. September 1995 wurde Dubica während der Operation Una von der Kroatischen Armee angegriffen. Ein Teil der Armee beging dabei angeblich auch Kriegsverbrechen. Gleichzeitig gab es hohe Verluste auf kroatischer Seite.

## Bevölkerung
Im Jahre 1991 hatte die Gemeinde 31.606 Einwohner. Davon bezeichneten sich 21.728 als Serben (68,7 %), 6.440 als Muslime (Bosniaken; 20,4 %), 1.851 als Jugoslawen (5,8 %) und 1.487 machten andere Angaben (4,7 %).
In der Stadt selbst (13.680 Einwohner) waren die 6.084 Muslime (44,5 %) die größte Gruppe. Daneben gab es 5.540 Serben (40,5 %) und 1.329 Jugoslawen (9,7 %). Die umliegenden Dörfer hatten dagegen ausnahmslos serbische Bevölkerungsmehrheiten.
Heute ist auch die Stadt Kozarska Dubica mehrheitlich serbisch bevölkert.

## Bauwerke

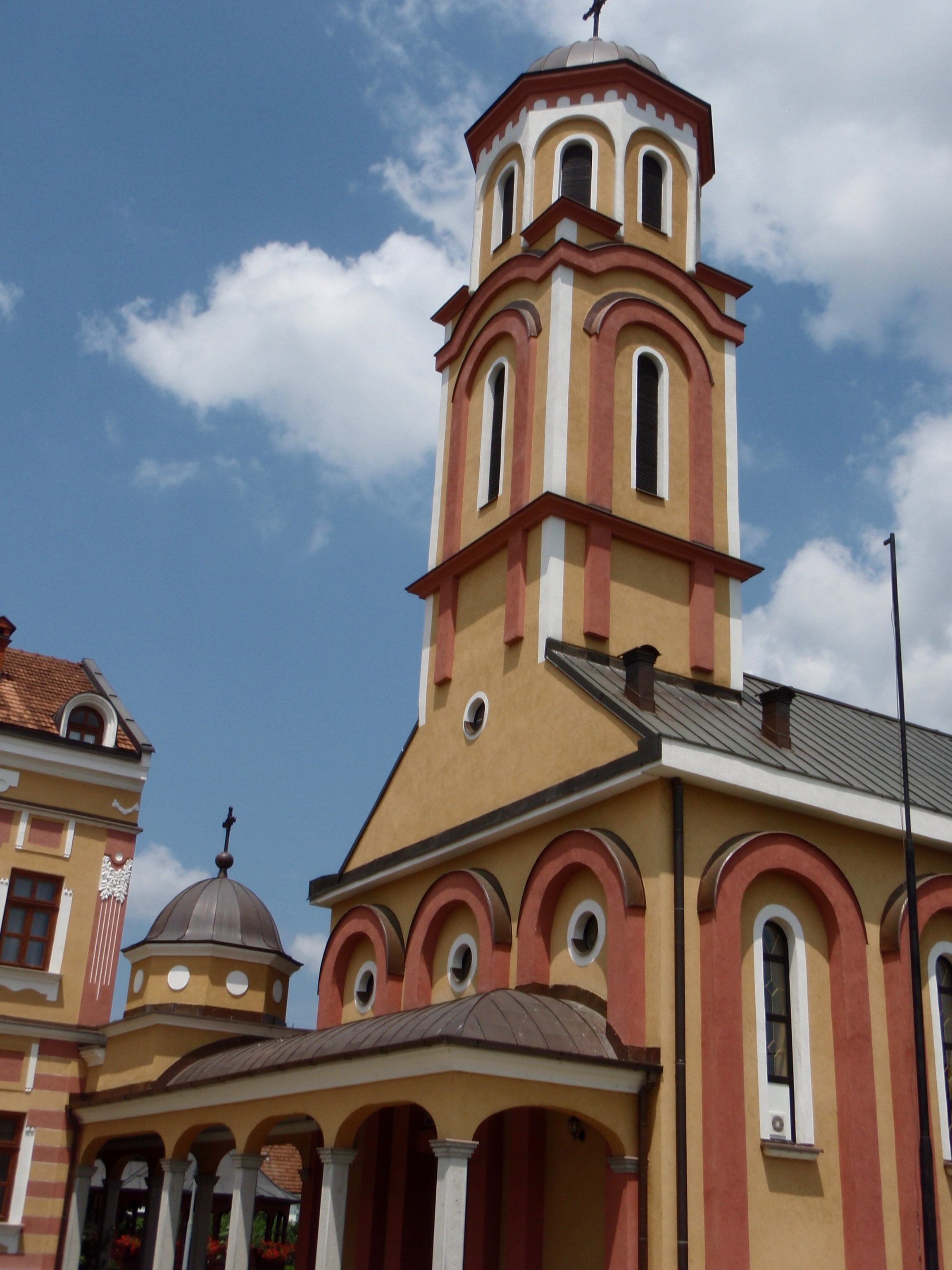
Serbisch-orthodoxe Kirche in Kozarska Dubica

Bedeutende Bauwerke in Kozarska Dubica sind alte und neue Kirchen sowie die Moscheen Gradska Džamija, Krajišnička Džamija, Puhalska Džamija und Čaršijska Džamija, die zwei Denkmäler des Zweiten Weltkriegs Mrakovica und Patrija sowie die orthodoxen Klöster Moštanica aus dem 12. Jahrhundert und Klisina.

## Wirtschaft
Der Stadtbezirk Dubica liegt in einem Flusstal mit mehr als 30.000 Hektar Ackerland, so dass die Landwirtschaft ein wichtiger Wirtschaftsfaktor ist. Neben Ackerbau und Rinderzucht betreibt man Obst- und seit jüngerer Zeit auch Weinbau. Das günstige Klima bietet auch gute Voraussetzungen für den Anbau von Gemüse.
Die größte Molkereifirma in Bosnien ist Mlijekoprodukt nahe der Stadt. Unaplod vermarktet Obst und hat dafür die größte Kühlhauskapazität in Bosnien. Nova mehanika ist der größte bosnische Hersteller von landwirtschaftlichen Maschinen, Dubicotton die größte Spinnerei in Südosteuropa. Das 1962 gegründete Bauunternehmen IGP UNA ist ein weiterer großer Arbeitgeber. Die Wiederherstellung der vom Krieg zerstörten Brücken gehörte zu den wichtigsten Projekten dieser Firma.
Auch die Fischerei hat einen Stellenwert. Das Mündungsgebiet von Una und Save hat eine lange Fischfangtradition und zieht Angler aus vielen Gegenden an.

### Verkehr
Kozarska Dubica liegt an der Kreuzung der Nationalstraße M14 (nach Novi Grad; 50 km), M15 (nach Prijedor; 33 km) und M14.1 (nach Bosanska Gradiška; 44 km). Auf der Grenzbrücke über die Una befindet sich ein Grenzübergang, der von 2013 bis 2021 nur für den regionalen Grenzverkehr geöffnet war, nun aber wieder uneingeschränkt 24 Stunden am Tag passierbar ist. Die Autobahn Zagreb–Belgrad ist 26 km entfernt. Die nächste Bahnstation liegt 5 km entfernt an der kroatischen Strecke Sisak–Slavonski Brod.
Im März 2012 wurde der Grenzübergang Donja Gradina–Jasenovac, der sich auf dem Gebiet der Gemeinde Kozarska Dubica befindet, auch für den Güterverkehr freigegeben.

## Gesundheit
In der Bergregion von Kozara liegt das Kurbad Mljecanica. Dem Wasser des Bades werden heilende Kräfte zugeschrieben.

## Sport
Der Jagdsport hat in Kozarska Dubica eine lange Tradition. In dem waldreichen Jagdgebiet, das die Berge Kozara und Prosara einschließt, können kleinere Tiere wie Wildenten bis hin zu Großtieren wie Hirschen gejagt werden. Jedes Jahr findet im April ein internationaler Wettbewerb mit Treibjagden statt.
In Kozarska Dubica wird seit dem frühen 20. Jahrhundert Sport getrieben. In den 1930er Jahren wurde der Fußballklub Una gegründet. Nach dem Zweiten Weltkrieg wurde das Sportangebot erweitert: 1962 Handball, 1973 Basketball und 1982 Karate. Der Sportverein ist heute ein wichtiger Teil des öffentlichen Lebens. Es gibt sowohl Männer- als auch Frauenmannschaften im Handball.